# Ваља Теилор (Тулћа)
Ваља Теилор (рум. Valea Teilor) насеље је у Румунији у округу Тулћа у општини Ваља Теилор. Oпштина се налази на надморској висини од 168 m.

## Становништво
Према подацима из 2002. године у насељу је живело 1567 становника, од којих су сви румунске националности.